# Diego Novaretti
Diego Martín Novaretti (ur. 9 maja 1985 w La Palestina) – argentyński piłkarz pochodzenia włoskiego występujący na pozycji środkowego obrońcy.

## Kariera klubowa
Novaretti jest wychowankiem klubu Club Atlético Belgrano z siedzibą w Córdobie, do którego seniorskiej drużyny, występującej wówczas w drugiej lidze argentyńskiej, został włączony jako dziewiętnastolatek. Tam początkowo pełnił rolę rezerwowego, lecz już po upływie kilkunastu miesięcy wywalczył sobie pewne miejsce w wyjściowym składzie – jako kluczowy zawodnik w sezonie 2005/2006 zajął ze swoją ekipą trzecie miejsce w Primera B Nacional i po wygranym dwumeczu barażowym z Olimpo (2:1, 2:1) awansował do najwyższej klasy rozgrywkowej. Bezpośrednio po tym sukcesie został relegowany do roli rezerwowego; w argentyńskiej Primera División zadebiutował 23 marca 2007 w przegranym 0:2 spotkaniu z Nueva Chicago. Już po roku spadł jednak z Belgrano z powrotem do drugiej ligi, odzyskując tam niepodważalną pozycję na środku obrony. Na drugim szczeblu spędził jeszcze dwa lata, a ogółem barwy Belgrano reprezentował przez pięć sezonów.
Latem 2009 Novaretti za sumę 200 tysięcy dolarów został wypożyczony na rok do meksykańskiego Deportivo Toluca, mając w nim zastąpić na środku obrony Paulo da Silvę. Tam od razu został podstawowym piłkarzem wyjściowej jedenastki, w meksykańskiej Primera División debiutując 6 września 2009 w wygranym 1:0 meczu z Morelią, natomiast premierowego gola w najwyższej klasie rozgrywkowej strzelił 4 kwietnia 2010 w wygranej 5:0 konfrontacji z Estudiantes Tecos. W wiosennym sezonie Bicentenario 2010 zdobył z prowadzoną przez szkoleniowca José Manuela de la Torre drużyną Toluki tytuł mistrza Meksyku, tworząc pewny duet stoperów z Edgarem Dueñasem, a jego udane występy zaowocowały wykupieniem go na stałe przez zarząd klubu. Ponad dwa lata później, podczas jesiennych rozgrywek Apertura 2012, zanotował natomiast ze swoją ekipą wicemistrzostwo kraju, a łącznie występował w Toluce przez cztery lata, zaliczając się do grona najsolidniejszych defensorów w lidze.
W lipcu 2013 Novaretti wyjechał do Włoch, gdzie na zasadzie wolnego transferu został zawodnikiem rzymskiego SS Lazio. W tamtejszej Serie A zadebiutował 25 sierpnia 2013 w wygranym 2:1 pojedynku z Udinese Calcio. Jeszcze w tym samym roku zajął z Lazio drugie miejsce w superpucharze Włoch – Supercoppa Italia, zaś w sezonie 2014/2015 dotarł do finału krajowego pucharu – Coppa Italia, jednak przez cały swój pobyt we Włoszech pełnił rolę rezerwowego dla graczy takich jak Lorik Cana, Ștefan Radu czy Stefan de Vrij. W czerwcu 2015 rozwiązał kontrakt z Lazio, po czym powrócił do Meksyku, podpisując umowę z tamtejszym Club León. Tam już w sezonie Apertura 2015 doszedł do finału pucharu kraju – Copa MX.
| Sezon     | Klub                   | Kraj      | Rozgrywki          | Mecze | Bramki |
| --------- | ---------------------- | --------- | ------------------ | ----- | ------ |
| 2004/2005 | CA Belgrano            | Argentyna | Primera B Nacional | 7     | 0      |
| 2005/2006 | CA Belgrano            | Argentyna | Primera B Nacional | 31    | 2      |
| 2006/2007 | CA Belgrano            | Argentyna | Primera División   | 6     | 0      |
| 2007/2008 | CA Belgrano            | Argentyna | Primera B Nacional | 32    | 2      |
| 2008/2009 | Club Atlético Belgrano | Argentyna | Primera B Nacional | 37    | 3      |
| 2009/2010 | Deportivo Toluca       | Meksyk    | Liga MX            | 37    | 3      |
| 2010/2011 | Deportivo Toluca       | Meksyk    | Liga MX            | 32    | 4      |
| 2011/2012 | Deportivo Toluca       | Meksyk    | Liga MX            | 32    | 0      |
| 2012/2013 | Deportivo Toluca       | Meksyk    | Liga MX            | 37    | 1      |
| 2013/2014 | SS Lazio               | Włochy    | Serie A            | 11    | 0      |
| 2014/2015 | SS Lazio               | Włochy    | Serie A            | 5     | 0      |
| 2015/2016 | Club León              | Meksyk    | Liga MX            | 24    | 1      |
| 2016/2017 | Club León              | Meksyk    | Liga MX            |       |        |